# ニヨン (スイス)
ニヨン（仏：Nyon）は、スイス・ヴォー州にある基礎自治体（コミューン）である。ジュネーヴの北約25kmのレマン湖岸に位置し、フランス語圏に属している。

## 概要

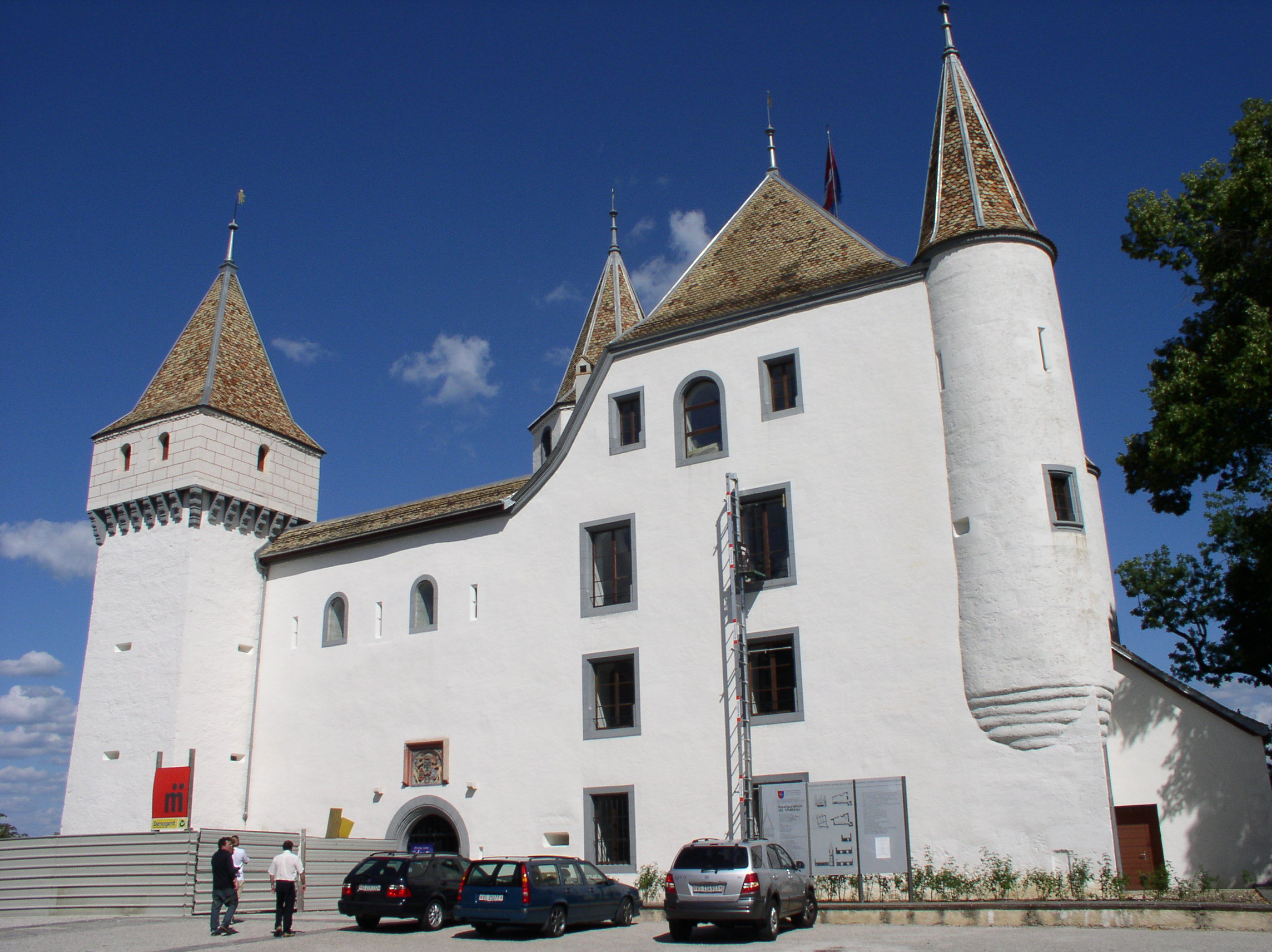
ニヨン城

ニヨンは、ガリア戦争（紀元前58 - 51年）によってガリアを征服したガイウス・ユリウス・カエサルによって紀元前45年頃に古代ローマの植民市として建設された。この植民市はコロニア・ユリア・エクエストリス（Colonia Iulia Equestris）と名付けられ、その中心部はノヴィオデゥヌム（Noviodunum）と呼ばれた。近年、アンフィテアトルムや神殿などのローマ時代の遺跡が発掘されており、1998年に開館したローマ博物館では出土品が展示されている。
12 - 13世紀にはサヴォワ家の支配下に入り、ニヨン城が築かれた。現在、ニヨン城には、18 - 19世紀に盛んであったニヨン焼きと呼ばれる磁器などを展示する歴史・陶磁器博物館が設けられている。
現在では、欧州サッカー連盟の本部が置かれていることで国際的に知られる。

## 関係者
出身者および居住その他ゆかりある人物
- ジャン＝リュック・ゴダール - 少年期を当地で過ごした。